# 十里亭镇 (韶关市)
十里亭镇是中国广东省韶关市浈江区的一个镇，位于韶关市北郊十里亭，北与犁市镇五四新村相接，东与长坝交界，面临浈、武两江，镇政府设在十里亭街道，全镇行政面积53.7平方公里，总人口63590人。

## 历史
十里亭镇（原北郊公社）建于1978年11月，1984年划归北江区管辖，2004年北江区和浈江区合并，归属于浈江区辖管。

## 行政区划
辖有靖村、金凤坪、五里亭、良村、腊石、湾头6个村民委员会，和黄岗、十里亭、五里亭、碧桂园西区、碧桂园东区5个居民委员会。
黄岗社区、十里亭社区、五里亭社区、靖村、金凤坪村、五里亭村、良村、腊石村和湾头村。

## 交通
246省道、 323省道、京广铁路、赣韶铁路（在建）、浈江、武江均从十里亭镇辖区越境而过，通往市区有15路、11路、2路、20路公交汽车，又开通了湾头村至市区的公交线路。各村道路均与省道相通，构成网络。
- 京广铁路：黄岗站